# Renea gormonti
Renea gormonti é uma espécie de gastrópode da família Aciculidae.
É endémica de França.